# Għarb
Għarb (officiële naam L-Għarb) is een plaats gelegen in het uiterste westen van het Maltese eiland Gozo met een inwoneraantal van 1160 (november 2005). Het dorp ligt op de heuvel Dbiegi, de hoogste heuvel van het gehele eiland.
De plaats Għarb werd een zelfstandige parochie in 1679. Ter gelegenheid daarvan werd van 1699 tot 1729 een nieuwe kerk gebouwd in barokstijl, die is gewijd aan Elisabet. Het typisch Gozitaanse dorpsplein is te vinden op vele ansichtkaarten van Gozo.
De jaarlijkse festa wordt gehouden op de vierde zondag van juli. Men viert dit dorpsfeest in Għarb ter ere van Maria-Visitatie.